# リンゴジュース

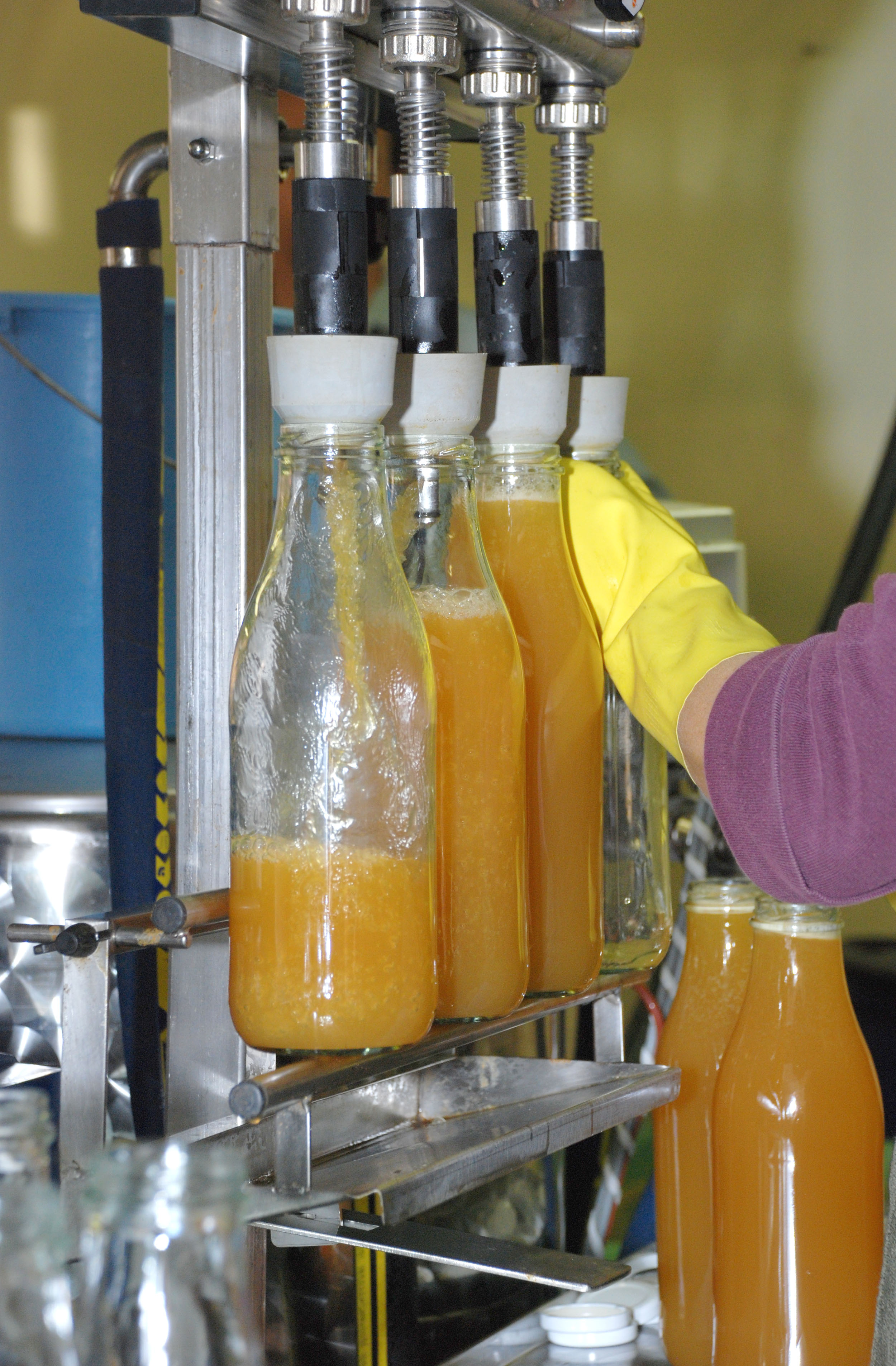
瓶詰めされる搾りたてのリンゴジュース。

リンゴジュースとは、リンゴを浸漬（しんし・しんせき）、圧搾することで製造されるジュースである。アップルジュース（英語: apple juice）とも呼ばれる。圧搾で得られた果汁はさらに懸濁液中に微粒子として存在するデンプンとペクチンを取り除くため酵素による処理と遠心清澄され、ガラスや金属製の容器や無菌処理されたパックに詰めるために低温殺菌されたり、さらに濃縮処理されたりする。また、手を加えられないリンゴジュースも販売されている。
大量のリンゴから澄んだジュースを得るためには複雑で高価な設備が必要であるため、通常リンゴジュースは商用に生産される。
アメリカ合衆国においては、濾過されない生リンゴジュースはリンゴの生産量が多い地域で、清澄されないアップルサイダーとして小規模に製造される。これに対し、日本ではペクチンを分解した透明果汁も透明タイプ、あるいはクリアタイプとして市販されている一方、ペクチンを除去していない混濁果汁、あるいは混濁果汁と透明果汁を混合した商品も混濁タイプとして広く市販されている。なお、栄養価においては、透明果汁と混濁果汁の間に大きな差はないとされる。
リンゴジュースは世界で最も一般的なジュースの1つであり、世界の生産量は中国がリードし、それにポーランド、ドイツ、アメリカ合衆国が続いている。

## 用途
リンゴジュースは子供や大人を問わず一般的な飲み物であるが、北アメリカにおいてはしばしば非公式ながら主要な消費層と位置づけられる子供を対象に、彼らに特化した販売展開が行なわれている。リンゴジュースは他のジュースよりも安価で入手しやすいため、広いさまざまなカクテル（ビッグ・アップル等）や果汁飲料の増量に用いられる。また炭酸ガスを添加してスパークリングジュースにしたり、砂糖の代わりとして焼き菓子に用いられることもある。

## 健康への効用
ビタミンCは変化しやすく、処理過程においてほとんどが失われるため、これを強化する目的で添加されることがある。その他のビタミンの濃度は低いが、リンゴジュースは骨の健康を促進するホウ素を含め、さまざまな天然のミネラルを有する。また酸化防止効果により老化に関連する病気を予防するであろうポリフェノールをかなりの濃度で含んでいる。マサチューセッツ大学ローウェル校の研究により、リンゴジュースは脳内のアセチルコリンを増加させ、記憶力の向上をもたらすことが示唆されている。またリンゴジュースを与えられたマウスは与えられないマウスと比較すると認知機能が低下しにくい。ハーバード大学医学部によると、りんごジュースにはフラボノイドが豊富に含まれているため、野菜や果物と同様に物忘れをふせぐ働きがある。

## 日本におけるリンゴジュース
日本において最初にリンゴジュース（果汁100％）を売り出したのは、大日本果汁株式会社（現在のニッカウヰスキー株式会社）である。創業者の竹鶴政孝は、ウイスキー作りのため資本を集めて北海道余市で起業した。しかし、ウイスキーは製造開始から出荷まで数年かかるため、余市周辺の特産品であったリンゴを原料に、リンゴジュース（商品名は「ニッカ林檎汁」）を製造・販売して糊口をしのぐ事にした。だが安価な清涼飲料が普及していた当時、高価な果汁100％リンゴジュースはあまり売れなかった。
しかしながらその際、リンゴジュースの栄養価を宣伝したため、風邪の治療法として限定した形であるが、リンゴジュースが普及した。市販のリンゴジュースが入手できない場合にも、家庭でリンゴを絞ってジュースを作って飲ませる民間療法が普及している。
なお、果汁100％を越える濃縮リンゴジュースは、大日本果汁以前に寿屋（現在のサントリー）から販売されていた。